# Nicole Gergely

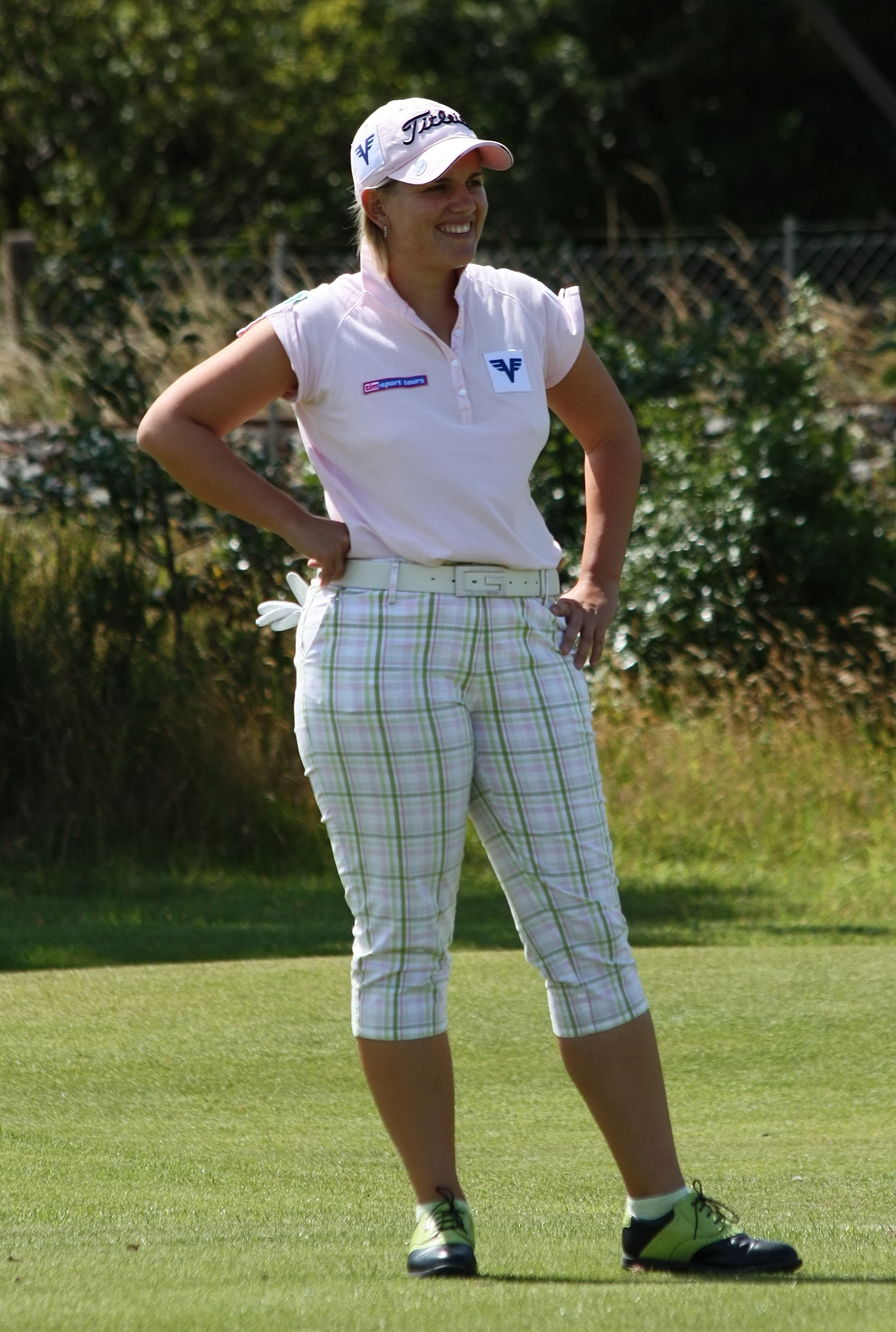
Brits Open 2009

Nicole Gergely (Judenberg, 12 november 1984) is een Oostenrijkse professioneel golfster.
Gergely haalde haar eindexamen in Judenburg en woont nu in Pöls.

## Amateur
In 2001 won zij het Nationaal en Internationaal Strokeplay KAmpioenschap, ook werd zij 2de bij het Brits Amateur Kampioenschap.

### Gewonnen
- 2001: Nationaal en Internationaal Amateur Golfkampioenschap (strokeplay)

## Professional
Zij werd op 28 november 2005 professional en had toen handicap +3. In 2007 haalde ze haar tourkaart voor 2008.
In 2009 was zij de eerste Oostenrijkse speelster die een toernooi won op de Ladies European Tour. Zij won toen het Frans Open op de Golf d'Arras met een score van -13. Daarnaast werd ze 4de in Italië en 5de in Duitsland. Eind van dat jaar werden zij en Markus Brier gehuldigd als beste spelers bam Oostenrijk. 
Haar motto is "So wie's laft so laft's", oftewel "het leven loopt zoals het loopt".

## Gewonnen
- 2009: Vediorbis/Randstad Open de France

## Teams
- 2008: European Ladies Professional Golf Cup met Eva Steinberger